# Zygaena lucasi
Zygaena lucasi is een vlinder uit de familie van de bloeddrupjes (Zygaenidae). De wetenschappelijke naam van de soort is voor het eerst geldig gepubliceerd in 1946 door Le Charles.